# Lebiasina ortegai
Lebiasina ortegai és una espècie de peix pertanyent a la família dels lebiasínids.

## Descripció
- Pot arribar a fer 10,4 cm de llargària màxima.[4][5]

## Hàbitat
És un peix d'aigua dolça, bentopelàgic i de clima tropical, el qual viu associat amb Poecilia caucana, Trichomycterus caliense, Bryconamericus caucanus, Astyanax aurocaudatus, Aequidens pulcher, Bambusa guadua, Calathea lutea, Musa paradisiaca, Matisia cordata i Trichanthera gigantea.

## Distribució geogràfica
Es troba a Sud-amèrica: Colòmbia.

## Observacions
És inofensiu per als humans.